# Jason Yarde

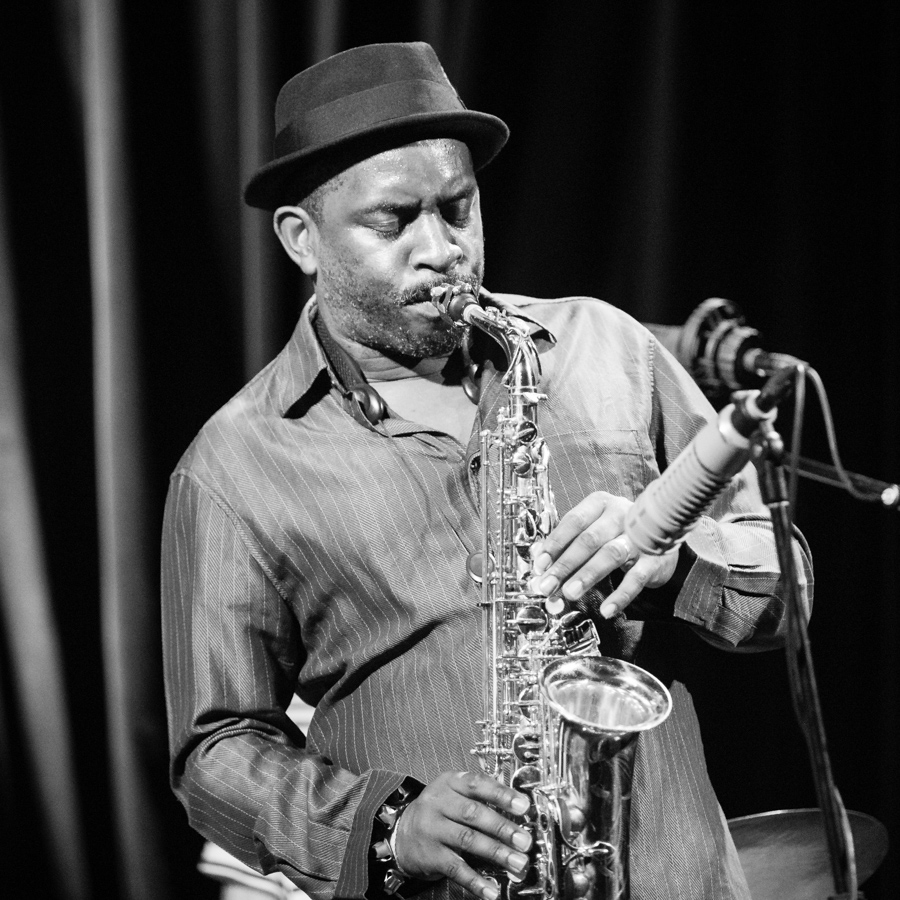
Jason Yarde (2019)
Bild: Tore Sætre

Jason Christopher Yarde (* 1. September 1970 in Beckenham (Kent)) ist ein britischer Musiker des Creative Jazz (Alt- und Sopransaxophon, Piano, Komposition, Arrangements).

## Leben und Wirken
Yarde, dessen Bruder der Pianist James Yarde ist, erhielt auf der Schule Saxophonunterricht. Er studierte zunächst Jazzpiano bei Brian Priestley am Goldsmiths College und setzte von 1989 bis 1993 seine Studien an der Middlesex University bei Veryan Weston und Alan Barnes sowie am William Paterson College bei Joe Lovano fort. Bereits mit 16 Jahren war er Mitglied der Jazz Warriors. Dann gehörte er zu den Bands von Mervyn Africa, Louis Moholo (mit dem er, zuletzt 2017, mehrere Alben eingespielt hat, wie Bra Louis – Bra Tebs und Uplift the People) und Courtney Pine. Er spielte dann mit Afro Blok und Mano Ventura, um 1993 die Tomorrow’s Warriors zu leiten. Dann gehörte er zu Quite Sane, zum J-Life Quintet und zu Tim Richards’ Great Spirit und arbeitete mit Claude Deppa, Roberto Bellatalla, Nikki Yeoh, Anthony Joseph und Bémbé Ségué. Weiterhin trat er mit Manu Dibango, Hermeto Pascoal, Sam Rivers, McCoy Tyner, Andrew Hill und Hugh Masekela auf. Als Gastmusiker auf dem Alt- und Baritonsaxophon war er 2016 auch an Mark Forsters Sowieso sowie an Olie Brices Fire Hills (2022) beteiligt. 
Yarde schrieb für eigene Projekte wie Acoutastic Bombastic oder das Trio !WAH!, aber auch Musiken für das Tanztheater. Er arrangierte unter anderem für das Kronos Quartet, Guy Barker und Hugh Masekela.

## Preise und Auszeichnungen
2010 wurde er von der British Academy of Songwriters, Composers and Authors mit deren Preis für Contemporary Jazz Composition ausgezeichnet. 

## Diskographische Hinweise
- 2011: Andrew McCormack / Jason Yarde – Places and Other Spaces (Edition Records)
- 2012: Jason Yarde / Oli Hayhurst / Eddie Prévost – Meetings with Remarkable Saxophonists. Volume 3 (Matchless Recordings)
- 2012: Jason Yarde / Wonderbrass – Skip, Dash, Flow (NMC Recordings)
- 2020: N.O. Moore, Eddie Prévost, Jason Yarde – Nous (Matchless Recordings)

## Lexikalische Einträge
- John Chilton: Who's Who of British Jazz, Continuum International Publishing Group, London 2004, ISBN 0-8264-7234-6